# フローラン・ダバディ
フローラン・ダバディ
（Florent Dabadie, 1974年11月1日 - ）は、フランス・パリ出身のキャスター、ジャーナリスト、スポーツ解説者。身長は190.5cm。
サッカー日本代表監督フィリップ・トルシエの通訳兼アシスタントを務めたことでも知られる。母語のフランス語に加えて日本語や英語が達者で、さらにイタリア語、スペイン語、ポルトガル語、韓国語の会話もでき、計7か国語を話すことができる。

## 経歴
作家・作詞家のジャン＝ルー・ダバディ（トリュフォーの『私のように美しい娘』などの映画の脚本家やミッシェル・ポルナレフの数々のヒット曲の作詞家としてフランスでは広く知られている人物）を父として、またフランスの貴族（かつての貴族）とアルメニアからの移民が結ばれて誕生した女性を母として、フランス、パリで誕生。母は後にゴンクール賞の事務局長となった人物である。パリの16区で育つ。両親とも感受性が豊かで、言葉の品格、振る舞いの品格、人の心の「気高さ」などに敏感で、フローランも、精神的に美しいもの（目に見えない美しさ）、たとえば「偽らない心」「友愛（思いやり）の心」「正義」などに心動かされる子として育った。
St Croix de Neuilly高校卒業後、UCLAに短期留学。その後、パリの国立東洋語文化学院(INALCO)の「日本・韓国学科」に入学し日本語を集中的に学び、静岡大学にも短期留学。1997年にINALCOを卒業後、1998年に来日し、映画雑誌「プレミア日本版」（角川書店）の編集に携わる。
1998年から2002年のワールドカップ日韓大会終了まで、サッカー日本代表監督のフィリップ・トルシエのパーソナル・アシスタントを務めた。
その後は、テレビのスポーツキャスター、ラジオ番組のナビゲーターや企画・制作、雑誌のコラムニストなどとして活動している。

## 仕事で関与するスポーツ
サッカーやテニスや自転車のロードレースなどを愛し、それら関連の仕事を行っている。
1998年から2002年まで、フィリップ・トルシエのパーソナル・アシスタント（フランス語話者の監督の意思を正しく選手たちに伝える重要な役割）を果たし、日本の勝利に大貢献した
テニスに関してはWOWOWのテニスナビゲーターを務めている。自転車ロードレースに関しては、J SPORTS cycle road race（特にツール・ド・フランス中継時）に不定期にゲスト出演している。

## 出演番組
- すぽると!（フジテレビ） - 「World Sport」キャスター（金曜）
- EVIAN presents ESPRECIOUS（TOKYO FM） - パーソナリティ、制作（土曜）
- WOWOWテニス中継（全豪オープン、全仏オープン、全米オープン） - ナビゲーター
- ウェブ番組『F.Chan TV』（フットボールチャンネル）- ゲストコメンテーター
- とびっきり!しずおか 土曜版（静岡朝日テレビ） - 「教えて! #ハッシュ旅」レポーター(静岡朝日テレビアナウンサー・スミス春子とのコンビで活動)
- 連続テレビ小説 ファイト（2005年） - ピエール・ペラン 役
- 連続テレビ小説 エール（NHK） - ピエール 役
- ネプリーグ（フジテレビ）
- Lemino Football（Lemino）